# Diocletianus
Gaius Aurelius Valerius Diocletianus (geboren als Diocles) (ca. 22 december 244 – 3 december 311) was Romeins keizer van 20 november 284 tot 1 mei 305. Hij was een belangrijke keizer die vooral bekend geworden is vanwege zijn bijzondere organisatorische talenten. Onder zijn keizerschap werden veel aspecten van het Romeinse rijk vernieuwd of opnieuw georganiseerd, zoals het leger, de provinciën, het monetaire systeem en de belastingen. Gedurende zijn loopbaan werd hij liefst negen keer consul. In 303 ontketende hij de bloedige  christenvervolgingen.

## Leven voor zijn keizerschap
Diocletianus werd rond 244 geboren in de buurt van Salona in de Romeinse provincie Dalmatia (het huidige Solin in Kroatië). Zijn ouders noemden hem Diocles, of mogelijk Diocles Valerius. De moderne historicus Timothy Barnes neemt 22 december, zijn officiële verjaardag, ook als zijn werkelijke geboortedatum. Andere historici zijn hier niet zo zeker van. Diocles' ouders waren van lage komaf. Schrijvers die kritisch over hem zijn, beschrijven zijn vader als een schrijver of vrijgelatene van de senator Anullinus, of claimen dat Diocles zelf een vrijgelatene was. Over de eerste veertig jaar van zijn leven is eigenlijk zo goed als niets bekend.
De Byzantijnse kroniekschrijver Joannes Zonaras vertelt dat hij Dux Moesiae was, een commandant van legereenheden aan de benedenloop van de Donau. De vaak onbetrouwbaar geachte Historia Augusta verklaart dat hij in Gallië diende, maar aangezien deze bewering niet door andere bronnen wordt bevestigd, negeren moderne historici deze bewering. De eerste keer dat Diocletianus' verblijfplaats nauwkeurig kan worden vastgesteld, is in 282, wanneer hij door de nieuwe keizer Carus tot commandant wordt benoemd van de protectores domestici, de elite cavalerie-eenheid die rechtstreeks aan het keizerlijk hof was verbonden. Deze post bracht hem in 283 ook de eer van een consulaat. In zijn rol als commandant van de protectores domestici nam hij deel aan Carus' Perzische campagne.

## Opvolging

### Dood van Numerianus
Men weet de mysterieuze dood van Carus, tijdens een succesvolle oorlog met Perzië - misschien wel als gevolg van latere Diocletianische propaganda - aan het feit dat hij in zijn tent door de bliksem was getroffen. Carus liet zijn zonen Numerianus en Carinus als de nieuwe Augusti achter. Nadat hij het slechte nieuws had vernomen verliet Carinus zijn post in Gallië, waar hij als keizerlijk commissaris werkzaam was, en ging snel op weg naar Rome. Hij kwam daar in januari 284 aan en werd de legitieme keizer in het Westen. Numerianus bleef in het Oosten.
De Romeinse terugtrekking uit Perzië verliep ordelijk. Men had geen last van aanvallen van de Perzen. De Sassanidische koning Bahram II kon geen leger tegen de Romeinen in het veld brengen, aangezien hij moeite had om zijn gezag in zijn rijk te vestigen. In maart 284 was Numerianus nog niet verder gekomen dan Emesa (Homs) in Syria; in november reisde hij door Klein-Azië. In Emesa was Numerianus blijkbaar nog in leven en in goede gezondheid, aangezien hij het enige overgeleverde rescriptie in zijn naam daar uitvaardigde, maar nadat hij Emesa verliet liet zijn schoonvader, de prefect Lucius Flavius Aper en als zodanig de dominante invloed in de keizerlijke entourage, weten dat Numerianus een ernstige oogontsteking zou hebben opgelopen. Vanaf dat moment reisde de keizer in een gesloten koets. Toen het leger Bithynië bereikte, snoven enkele soldaten echter een onbestemde geur op die vanuit de koets afkomstig leek. Zij openden daarop de gordijnen van de koets en vonden binnen de dode Numerianus. Zowel Eutropius als Aurelius Victor beschrijven de dood van Numerianus als moord. Aper maakte dit nieuws in Nicomedia (het huidige İzmit) in november officieel bekend.

### Diocles tot nieuwe keizer verheven
Numerianus' generaals en tribunen riepen een raad bij elkaar om de opvolging te bespreken. Op 20 november 284 verzamelde het leger van het oosten zich op een heuvel zo’n 5 kilometer buiten Nicomedia. Er werd unaniem gekozen voor Diocles als de nieuwe Augustus, dit ondanks Apers pogingen om steun te verwerven om zelf op de keizerlijke troon verkozen te worden. Diocles accepteerde de paarse keizerlijke gewaden. Hij hief zijn zwaard in het licht van de zon en zwoer een eed waarin hij elke verantwoordelijkheid voor de dood van Numerianus afwees. Diocles beweerde vervolgens dat Aper zijn schoonzoon Numerianus had vermoord en dit verborgen had gehouden. In het volle zicht van het leger trok Diocles zijn zwaard en doodde daarmee Aper. Volgens de - als niet al te betrouwbaar bekend staande - Historia  Augusta, zou hij nadat hij Aper had gedood uit de Aeneis van Vergilius hebben geciteerd. Kort na de dood van Aper veranderde Diocles, die op 20 november 284 door de soldaten tot keizer was uitgeroepen, zijn naam in het meer Latijns klinkende  "Diocletianus". Zijn volledige naam luidde nu Gaius Aurelius Valerius Diocletianus.

### Conflict met Carinus
Na zijn verheffing tot keizer werden in plaats van Carinus en Numerianus, Diocletianus en Lucius Caesonius Rufinianus Bassus tot consuls benoemd en namen zij de fasces ter hand. Bassus was een lid van een senatoriale familie uit Campania, een voormalig consul en proconsul in de senatoriale provincie Africa, die door Probus was uitverkozen vanwege zijn voornaamheid. Hij was bedreven op terreinen van het regeringsbeleid waarin Diocletianus vermoedelijk nog geen ervaring had opgedaan. Diocletianus' verheffing van Bassus tot consul symboliseerde zijn verwerping van Carinus' regering in Rome en zijn weigering om tweede viool in het orkest van een andere keizer te spelen. Ook gaf het zijn bereidheid aan om de al lang bestaande samenwerking tussen de senaat en de militaire aristocratie van het rijk voort te zetten. Hij verbond zodoende zijn succes aan dat van de Senaat, wiens steun hij nog nodig zou hebben als hij zou besluiten een mars op Rome te ondernemen.
Diocletianus was niet de enige uitdager van Carinus' regering: de usurpator M. Aurelius Julianus, Carinus' corrector Venetiae, trok na de troonsbestijging van Diocletianus de controle over Noord-Italië en Pannonia naar zich toe. Julianus liet eigen munten slaan in de munt van Siscia (het huidige Sisak in Kroatië). Hij liet zich tot keizer uitroepen en beloofde vrijheid. Het was allemaal goede publiciteit voor Diocletianus, en het hielp hem in zijn voorstellen van Carinus als een wrede en onderdrukkende tiran. Julianus' strijdkrachten waren echter zwak en werden al snel uiteen geslagen toen Carinus' legers van Britannia naar het Noorden van Italia trokken. 
Als leider van het verenigde Oostelijk-Romeinse Rijk, was Diocletianus duidelijk de grotere bedreiging. In de winter van 284-85 trok Diocletianus via de Balkan op naar het westen. In het voorjaar van 285, en wel voor het einde van mei, ontmoetten de legers van Diocletianus en Carinus elkaar bij de rivier de Margus (Morava) in Moesia. In moderne vertellingen is de plaats van de slag gelokaliseerd tussen de Mons Aureus (Seone, ten westen van Smederevo) en Viminacium, in de buurt van het moderne Belgrado in Servië.
Hoewel Carinus over een sterker, krachtiger leger beschikte, was zijn positie zwak. Zijn heerschappij was impopulair; later werd beweerd dat hij de Senaat slecht had behandeld en zich ook nog schuldig had gemaakt aan het verleiden van een aantal vrouwen van zijn officieren. Het is mogelijk dat Constantius Chlorus, de gouverneur van Dalmatia en Diocletianus’ collega bij de protectores domestici, al in de vroege lente naar Diocletianus was overgelopen. Toen de slag bij de Margus begon, liep Carinus' prefect Aristobulus ook over. In de loop van de strijd werd Carinus door zijn eigen mannen gedood. Na de overwinning van Diocletianus bevestigden zowel het westelijke als het oostelijke leger hem als Augustus. Diocletianus eiste een eed van trouw van het verslagen leger en vertrok vervolgens naar Italia. Na de dood van Carinus in 285 was Diocletianus alleenheerser over het Romeinse Rijk.

## Hervormer
Diocletianus ontpopte zich spoedig als organisator en reorganisator van het Romeinse Rijk. Hij achtte het systeem van de Romeinse imperiale overheid niet opgewassen tegen interne conflicten en militaire dreigingen op twee fronten. Daarom besloot hij een van zijn vertrouwelingen uit het leger bij het landsbestuur te betrekken. Hij gaf zijn generaal Maximianus de titel van Caesar, wat de traditionele manier was voor een keizer (Augustus) om een opvolger aan te wijzen. Toch gaf hij Maximianus ook nog de titel van Augustus en zodoende deelden ze de keizerlijke macht: Diocletianus in het oosten en Maximianus in het westen.
De twee keizers verhieven Milaan en Nicomedia tot twee aparte hoofdsteden (aangezien Rome te ver verwijderd was van de plaatsen waar het lot van het rijk beslist zou worden), wat de invloed van de Senaat in Rome sterk verminderde. Diocletianus heeft veel economische en militaire hervormingen doorgevoerd, die uiteindelijk het bestaan van het Oost-Romeinse rijk aanzienlijk verlengd hebben: het Oost-Romeinse Rijk heeft sedert de val van het West-Romeinse Rijk in 476 nog bijna duizend jaar bestaan, namelijk tot de val van Constantinopel in 1453.
Deze keizer is vooral bekend om zijn buitengewone organisatorische talenten, en tijdens zijn keizerschap werden veel aspecten van het Romeinse Rijk vernieuwd of gereorganiseerd, op vier belangrijke terreinen:
- Op monetair vlak: met zijn edictum de pretiis rerum venalium, waarbij de maximumprijs voor bepaalde goederen en diensten in het Romeinse Rijk werd vastgesteld. Bovendien voerde hij een nieuwe munt in om de inflatie tegen te gaan, en maakte hij de beroepen erfelijk.
- Op militair vlak: het leger werd opgedeeld in een veldleger en grenstroepen. Het veldleger, of de zogenaamde comitatenses, was een mobiele strijdmacht die bij een mogelijk gevaar onmiddellijk en snel kon uitrukken. De grenstroepen, de limitanei waren gelegerd in de forten aan de limes. Het hele leger, zo'n 600.000 man sterk, bestond grotendeels uit 'barbaren'.
- Op administratief vlak: het bestuursorgaan en de belastingen werden herzien, wat een gevolg was van de monetaire en militaire hervormingen.
- Op godsdienstig gebied vaardigde hij in 303 een eerste edict uit dat de laatste periode van Christenvervolgingen in het Romeinse Rijk inluidde. Daar zou pas een eind aan komen met het Edict van Milaan van 313, waarmee Constantijn de Grote godsdienstvrijheid proclameerde.

## Tetrarchie
In 293 wezen Diocletianus en Maximianus ieder een Caesar aan, respectievelijk Galerius en Constantius Chlorus. Zij waren echter niet alleen opvolgers - beiden kregen autoriteit over ongeveer een kwart van het rijk. Deze regeringsvorm noemde men de tetrarchie, vier heersers of vier heersen. Ieder van de vier heersers nam een deel van het immense rijk voor zijn rekening.
Op 1 maart 305 kondigde Diocletianus aan dat de twee caesars hen op 1 mei 305 zouden opvolgen en dat hijzelf en Maximianus zouden aftreden. De twee nieuwe keizers zouden opnieuw twee caesars moeten benoemen. Na de ceremonies en nadat alles geregeld was, trok Diocletianus zich terug in zijn paleis in zijn geboortestreek Spalatum (het huidige Split) aan de Adriatische Zee en wijdde hij de rest van zijn leven vooral aan tuinieren. Hij was de enige Romeinse keizer die het keizerschap vrijwillig opgaf. Hij moest echter wel meemaken dat de tetrarchie geen lang leven beschoren bleek, en weer vervangen werd door een eenhoofdige leiding.

## Thermen
Om zijn imago als christenvervolger wat op te vijzelen werd een groot complex aan badhuizen gebouwd, de Thermen van Diocletianus. 
Het bevond zich op het plateau van de Viminaalheuvel. Het complex is gebouwd vanaf 298, in opdracht van keizer Maximianus en werd in 306 ingewijd. Aangezien Maximianus in macht de mindere was van zijn medekeizer Diocletianus, werden de thermen naar deze laatste genoemd. De restanten van deze thermen zijn nog steeds duidelijk zichtbaar en vormen de basis van kerken en musea. De Santa Maria degli Angeli e dei Martiri, verbouwd door Michelangelo, is daar een voorbeeld van. Ook het nabijgelegen treinstation Termini ontleent er zijn naam aan.